# Petrov, Praha-západ
Petrov là một làng thuộc huyện Praha-západ, vùng Středočeský, Cộng hòa Séc.